# Kyanit
Kyanit, även känt som disten eller cyanit, är ett typiskt blått aluminiumsilikatmineral, med formeln (Al2SiO5). Liksom sina polymorfer andalusit och sillimanit påträffas kyanit i metamorfa bergarter, men den har en tätare struktur än dessa. Följaktligen uppträder kyanit i skiffer och gnejs som bildats vid höga tryck och höga temperaturer. Kyanit uppträder också i pegmatiter, ibland som djupblå ädelsten. Den har sitt namn från grekiskans kyanos ("mörkblå"). Kyanit tillhör det triklina kristallsystemet och besitter utpräglat anisotropa egenskaper. Dess hårdhet är i längsriktningen 4,5-5,5 (c-axeln), medan motsvarande värde tvärs emot längsriktningen är 6-7 (a- och b-axeln). Därav kallas kyanit även för disten av grekiskans di – två och sthenos – styrka, hårdhet.

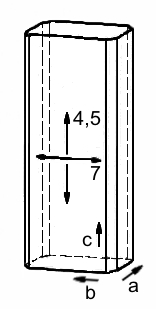
Kyanitkristall

Kyanit är starkt anisotropt, eftersom dess hårdhet varierar beroende på dess kristallografiska riktning. I kyanit kan denna anisotropism anses vara en identifierande egenskap, tillsammans med dess karakteristiska blå färg. Dess namn kommer från samma ursprung som färgen cyan, som kommer från det antika grekiska ordet κύανος. 

## Förekomst
Kyanit förekommer i biotitgnejs, glimmerskiffer och hornfels, som är metamorfa bergarter som bildas vid högt tryck under regional metamorfos av en protolit som är rik på aluminium (en pelitisk protolit). Kyanit finns också ibland i granit och pegmatiteroch tillhörande kvartsådror, och finns sällan i eklogiter. Det förekommer som detritala korn i sedimentära bergarter, även om det tenderar att vittra snabbt. Det är förknippat med staurolit, andalusit, sillimanit, talk, hornblände, gedrit, mullit och korund.
Bladade kristaller av kyanit är mycket vanliga, men individuella euhedrala kristaller uppskattas av samlare. Kyanit förekommer på Manhattanskiffer, bildad under extremt tryck som ett resultat av en kontinental kollision under sammansättningen av superkontinenten Pangaea. Det finns också i pegmatiter i Appalacherna och i Minas Gerais, Brasilien. Fantastiska exemplar finns på Pizzo Forno i Schweiz.
Enligt Styrelsen för teknisk utveckling (STU) finns Europas enda kyanitgruva i Sverige. Den ligger i Hålsjöberg i närheten av Ekshärad.

## Användning
Kyanit används som råmaterial vid tillverkning av keramik och slipmedel, och det är ett viktigt indexmineral som används av geologer för att spåra metamorfa zoner.
Kyanit har använts som en halvädelsten, som kan visa kattögon-chaoyancy, även om denna effekt begränsas av dess anisotropism och perfekta klyvning. Färgvarianter inkluderar orange kyanit från Tanzania. Den orange färgen beror på inneslutningar av små mängder mangan (Mn3+) i strukturen.